# Gieorgij Beningsen
Gieorgij Michajłowicz Benigsen, ros. Георгий Михайлович Бенигсен (ur. 1915 w Kazaniu, zm. 6 sierpnia 1993 w Calistoga) – emigracyjny rosyjski duchowny, działacz i publicysta prawosławny.
W 1924 jego rodzina wyjechała z Rosji bolszewickiej na Łotwę. Gieorgij M. Beningsen należał do Rosyjskiego Studenckiego Ruchu Chrześcijańskiego. W 1937 został diakonem, zaś w czerwcu 1941 kapłanem w soborze monasteru Trójcy Świętej i św. Sergiusza z Radoneża w Rydze. Po zajęciu Łotwy przez wojska niemieckie latem 1941 wszedł w skład Pskowskiej Misji Prawosławnej, działającej w północno-zachodniej części okupowanych terenów ZSRR. Był proboszczem cerkwi św. Dymitra Sołuńskiego w Pskowie, przy której zorganizował sierociniec dla dzieci. Pisał artykuły do organu prasowego misji „Prawosławny Chrześcijanin”. Na początku 1944 ewakuował się na Łotwę, a stamtąd do III Rzeszy. Prowadził posługę kapłańską wśród przesiedleńców z ZSRR, także po zakończeniu wojny. Służył w cerkwi św. Serafina z Sarowa w Monachium. Redagował pierwsze osiem numerów pisma „Wiestnik RSChD” („Вестник РСХД”). Pod koniec 1950 wyjechał do Stanów Zjednoczonych. Otrzymał probostwo cerkwi św. Jana Chrzciciela w Berkeley. Następnie został proboszczem soboru Trójcy Świętej w San Francisco. W latach 60. posługiwał w stanie Kolorado, Nowym Jorku i Kanadzie. W latach 70. powrócił do Kalifornii, służąc w cerkwiach Saratogi i San Francisco. Od 1981 służył w monasterze Zaśnięcia Matki Bożej w Calistoga. W Radiu „Swoboda” prowadził audycje religijne, które zostały wydane pośmiertnie w 1997 przez Bractwo im. Błogosławionego Tichona pt. Nie chlebom jedinym: Propowiedi (Не хлебом единым: Проповеди).